# Tonkini vízirozsdafarkú
A tonkini vízirozsdafarkú (Phoenicurus fuliginosus) a madarak osztályának a verébalakúak (Passeriformes) rendjéhez és a  légykapófélék (Muscicapidae) családjához tartozó faj.

## Rendszerezése
A fajt Nicholas Aylward Vigors ír zoológus írta le 1831-ben, Phoenicura fuliginosa néven. Besorolása vitatott, egyes szervezetek a Rhyacornis nembe sorolják Rhyacornis fuliginosa  néven.

## Előfordulása
Ázsiában, Afganisztán, Banglades, Bhután, Kína, India, Kirgizisztán, Laosz, Mianmar, Nepál, Pakisztán, Tajvan, Thaiföld és Vietnám területén honos. Természetes élőhelyei a folyópartok, patakok és víztárolók környéke. Állandó, nem vonuló faj.

## Megjelenése
Testhossza 12–13 centiméter, testtömege 13–23 gramm. A nemek tollazata különbözik.
|  |  |

## Életmódja
Rovarokkal táplálkozik, de bogyókat és magvakat is fogyaszt.

## Természetvédelmi helyzete
Az elterjedési területe rendkívül nagy, egyedszáma pedig stabil. A Természetvédelmi Világszövetség Vörös listáján nem fenyegetett fajként szerepel.